# Daniel Handler
Daniel Handler (* 28. Februar 1970 in San Francisco) ist ein US-amerikanischer Schriftsteller. Seine bekanntesten Bücher schrieb er unter dem Pseudonym Lemony Snicket.

## Leben
Handler ist der Sohn von Sandra Handler, Opernsängerin und pensionierte Dekanin des City College von San Francisco, und Louis Handler, Buchhalter. Sein Vater war ein jüdischer Flüchtling aus Deutschland. „I'm Jewish“, deklariert sich Handler. Über seine Mutter ist er entfernt verwandt mit dem britischen Schriftsteller Hugh Walpole. Er hat eine jüngere Schwester. Handler war seit seiner Kindheit eine Leseratte; sein Lieblingsautor war William Keepers Maxwell, Jr.
1992 machte Handler seinen Abschluss auf der Wesleyan University. Im selben Jahr wurde ihm der „Connecticut Student Poet Prize“ verliehen; er behauptet, er habe diesen Preis bekommen, weil er Elizabeth Bishop plagiiert habe.
Daniel Handler hat unter seinem Namen sieben Romane – zuletzt Bottle Grove (2019) veröffentlicht. Sein Debüt The Basic Eight über das Leben eines Teenagers sei von vielen Verlagen abgelehnt worden wegen seiner Thematik und düsteren Tons. Handler behauptet, das Buch sei 37 mal zurückgewiesen worden, bevor es schließlich 1998 veröffentlicht wurde. Der von Maira Kalman illustrierte Roman Why We Broke Up (2011) ist 2013 unter dem Titel 43 Gründe warum es AUS ist in deutscher Übersetzung erschienen.
Das Museum of Modern Art (MoMA) gab in den 2010er-Jahren drei Bände, ausgehend von anonymen Fotografien heraus: Daniel Handler antwortete literarisch, Maira Kalman in Aquarellen auf die vom Flohmarkt stammenden Schnappschüsse.
Seit 1999 veröffentlicht Handler unter dem Autorennamen Lemony Snicket Jugendbücher, darunter 13 in der Serie A Series of Unfortunate Events (deutsch: Eine Reihe betrüblicher Ereignisse) um die verwaisten Geschwister Violet, Klaus und Sunny Baudelaire. Diese Buchreihe wurde für Leinwand und Bildschirm umgesetzt, einmal als Film (deutscher Titel: Lemony Snicket – Rätselhafte Ereignisse), einmal als Netflix-Fernsehserie (deutscher Titel: Eine Reihe betrüblicher Ereignisse). Der Name Lemony Snicket ist mittlerweile um so viel bekannter als der Name Daniel Handler, dass Handler bisweile auch ohne Zusammenhang mit der Buchreihe als Lemony Snicket auftritt oder Interviews gibt. Auch den „Reader’s Companion“ zur englischen Neuausgabe von The Bears' Famous Invasion of Sicily (Dino Buzzati, italienische Originalausgabe 1945) schrieb bzw. zeichnete er als Lemony Snicket, und sogar der Text eines mit seiner Lebenspartnerin gemeinsam geschaffenen Werks (The Latke Who Couldn’t Stop Screaming)‚ stammt von Lemony Snicket‘. Das Nachwort zu einer Neuübersetzung von Charles Baudelaires Les Fleurs du Mal ins Englische (Liveright, New York 2021, Ü.: Aaron Poochigian) veröffentlichte er allerdings unter seinem zivilen Namen Daniel Handler.
Daniel Handler ist assoziiertes Bandmitglied bei The Magnetic Fields und wirkte zuletzt auch bei deren jüngster Veröffentlichung Quickies mit.
Handler ist politisch aktiv. Unter anderem spendeten er und seine Frau 1.000.000 US-Dollar an die Familienplanungsorganisation Planned Parenthood. Handler hat zudem die Occupy Wall Street Bewegung unterstützt.
Verheiratet ist Daniel Handler mit Lisa Brown, einer Künstlerin, die er im College kennenlernte. Sie haben seit 2003 einen Sohn. Handler lebt in San Francisco.

## Werke
[unter dem Autornamen Lemony Snicket veröffentlichte Titel siehe den Wikipedia-Eintrag Lemony Snicket]
- The Basic Eight. Thomas Dunne Books, 1998
- Watch Your Mouth. St. Martin's Press/Harper Collins, 2000
- [Daniel Handler/Lemony Snicket]: How To Dress For Every Occasion by The Pope. Ill.: Sarah Bennett. McSweeney's, 2005. ISBN 978-1-932416-41-1[18]
- Adverbs. St. Martin's Press / Harper Collins 2006
- Why We Broke Up. Little, Brown & Company, 2011[19], aus dem amerikanischen Englisch übersetzt von Birgitt Kollmann: 43 Gründe, warum es AUS ist. Hanser Literaturverlage, 2013
- mit Maira Kalman: Girls Standing on Lawns. MoMA Publications, 2014
- mit Maira Kalman: Hurry Up and Wait. MoMA Publications, 2015
- We Are Pirates. A Novel. Bloomsbury, 2015
- mit Maira Kalman: Weather, Weather. MoMA Publications, 2016
- All The Dirty Parts. A Novel. Bloomsbury, 2017
- Bottle Grove. A Novel. Bloomsbury, 2019